# Госконюшня (Томская область)
Госконюшня — деревня в Томском районе Томской области России. Входит в состав Калтайского сельского поселения. Население — 21 чел. (2021) .

## География
Находится на востоке региона, в лесной местности, возле угодий Калтайского заказника, у истока реки Ум.
Уличая сеть не развита.
Географическое положение
Расстояние до:
- областного и районного центра г. Томск: 40 км.

- центра поселения с. Калтай: 17 км.

## История
Возникла при СССР как подсобное хозяйство Госконюшни (у городского ипподрома) и входил в Калтайский сельсовет.
На основании решения Томского районного исполнительного комитета № 252 от 01.04.1964 Калтайский сельский Совет был упразднён, а подсобное хозяйство Госконюшня включено в Курлекский сельский Совет.
В соответствии с Законом Томской области от 12 ноября 2004 года № 241-ОЗ деревня вошла в муниципальное образование Калтайское сельское поселение.

## Население
| 2002 | 2008 | 2009 | 2010 | 2011 | 2012 | 2013 | 2014 | 2015 |
| ---- | ---- | ---- | ---- | ---- | ---- | ---- | ---- | ---- |
| 25   | →25  | ↘21  | ↗29  | →29  | →29  | ↗30  | →30  | ↘29  |
| 2021 |      |      |      |      |      |      |      |      |
| ↘21  |      |      |      |      |      |      |      |      |

## Инфраструктура
Коневодство: племенная ферма с табуном.

## Транспорт
Грунтовая улучшенная автодорога (щебень), выезд на трассу Юрга-Томск (М53) (поворот на 22 км шоссе).